# Lijst van voetbalinterlands Mali - Senegal
Deze lijst van voetbalinterlands is een overzicht van alle officiële voetbalwedstrijden tussen de nationale teams van Mali en Senegal. De landen hebben tot op heden 33 keer tegen elkaar gespeeld. De eerste ontmoeting was een wedstrijd tijdens een vriendschappelijk toernooi in Accra (Ghana) op 23 februari 1963. Het laatste duel, eveneens een vriendschappelijke wedstrijd, werd gespeeld in Dakar op 26 maart 2019.

## Wedstrijden
| №  | Plaats             | Datum             | Competitie                          | Wedstrijd      | Uitslag |
| -- | ------------------ | ----------------- | ----------------------------------- | -------------- | ------- |
| 1  | Accra              | 23 februari 1963  | Vriendschappelijk                   | Senegal − Mali | 1 − 3   |
| 2  | Dakar              | 7 maart 1965      | Afrikaanse Spelen 1965 kwalificatie | Senegal − Mali | 3 − 0   |
| 3  | Bamako             | 14 maart 1965     | Afrikaanse Spelen 1965 kwalificatie | Mali − Senegal | 4 − 0   |
| 4  | ?                  | 25 april 1965     | Vriendschappelijk                   | Senegal − Mali | 2 − 0   |
| 5  | Dakar              | 19 december 1971  | Vriendschappelijk                   | Senegal − Mali | 4 − 1   |
| 6  | ?                  | 1 januari 1972    | Vriendschappelijk                   | Mali − Senegal | 1 − 1   |
| 7  | Bissau             | 14 januari 1979   | Vriendschappelijk                   | Senegal − Mali | 1 − 0   |
| 8  | Banjul             | 10 februari 1980  | Vriendschappelijk                   | Senegal − Mali | 0 − 1   |
| 9  | Praia              | 17 februari 1982  | Vriendschappelijk                   | Senegal − Mali | 1 − 0   |
| 10 | Nouakchott         | 27 juli 1983      | Vriendschappelijk                   | Senegal − Mali | 2 − 1   |
| 11 | Freetown           | 11 februari 1984  | Vriendschappelijk                   | Mali − Senegal | 1 − 0   |
| 12 | Bakau              | 16 februari 1985  | Vriendschappelijk                   | Senegal − Mali | 2 − 2   |
| 13 | Dakar              | 5 februari 1986   | Vriendschappelijk                   | Senegal − Mali | 1 − 0   |
| 14 | Bissau             | 5 mei 1988        | Vriendschappelijk                   | Mali − Senegal | 1 − 1   |
| 15 | Bamako             | 27 mei 1989       | Vriendschappelijk                   | Mali − Senegal | 2 − 2   |
| 16 | Freetown           | 27 november 1993  | Vriendschappelijk                   | Senegal − Mali | 0 − 1   |
| 17 | Bamako             | 23 januari 1994   | Vriendschappelijk                   | Mali − Senegal | 1 − 0   |
| 18 | Dakar              | 30 januari 1994   | Vriendschappelijk                   | Senegal − Mali | 0 − 0   |
| 19 | Saint-Louis        | 15 september 1996 | Vriendschappelijk                   | Senegal − Mali | 1 − 0   |
| 20 | Bamako             | 11 januari 1997   | Vriendschappelijk                   | Mali − Senegal | 0 − 0   |
| 21 | Dakar              | 16 februari 1997  | Vriendschappelijk                   | Senegal − Mali | 1 − 1   |
| 22 | Dakar              | 19 november 1997  | Vriendschappelijk                   | Senegal − Mali | 1 − 2   |
| 23 | Banjul             | 7 december 1997   | Vriendschappelijk                   | Mali − Senegal | 1 − 0   |
| 24 | Dakar              | 26 juli 1998      | Vriendschappelijk                   | Senegal − Mali | 3 − 1   |
| 25 | Bamako             | 1 juni 1999       | Vriendschappelijk                   | Mali − Senegal | 1 − 1   |
| 26 | Praia              | 11 mei 2000       | Vriendschappelijk                   | Senegal − Mali | 2 − 2   |
| 27 | Dakar              | 4 februari 2001   | Vriendschappelijk                   | Senegal − Mali | 1 − 0   |
| 28 | Radès              | 2 februari 2004   | Afrika Cup 2004                     | Senegal − Mali | 1 − 1   |
| 29 | Bamako             | 5 september 2004  | WK 2006 kwalificatie                | Mali − Senegal | 2 − 2   |
| 30 | Dakar              | 8 oktober 2005    | WK 2006 kwalificatie                | Senegal − Mali | 3 − 0   |
| 31 | Bondoufle          | 17 november 2007  | Vriendschappelijk                   | Senegal − Mali | 3 − 2   |
| 32 | Saint-Leu-la-Forêt | 5 maart 2014      | Vriendschappelijk                   | Senegal − Mali | 1 − 1   |
| 33 | Dakar              | 26 maart 2019     | Vriendschappelijk                   | Senegal − Mali | 2 − 1   |

## Samenvatting
| Competitie                     | Totaal gespeeld | Winst Mali | Gelijk | Winst Senegal | Doelsaldo Mali – Senegal |
| ------------------------------ | --------------- | ---------- | ------ | ------------- | ------------------------ |
| WK-kwalificatie                | 2               | 0          | 1      | 1             | 2 − 5                    |
| Afrika Cup                     | 1               | 0          | 1      | 0             | 1 − 1                    |
| Afrikaanse Spelen-kwalificatie | 2               | 1          | 0      | 1             | 4 − 3                    |
| Vriendschappelijk              | 28              | 7          | 10     | 11            | 27 − 34                  |
| Totaal                         | 33              | 8          | 12     | 13            | 34 − 43                  |

FMF · A-internationals · Bondscoaches · Malinees vrouwenelftal · Olympisch elftal
1960 – 1969 · 
1970 – 1979 · 
1980 – 1989 · 
1990 – 1999 · 
2000 – 2009 · 
2010 – 2019 · 
2020 – 2029
OS 2004
1962 · 
1963 · 
1964 · 
1965 · 
1966 · 
1967 · 
1968 · 
1969 · 
1970 · 
1971 · 
1972 · 
1973 · 
1974 · 
1975 · 
1976 · 
1977 · 
1978 · 
1979 · 
1980 · 
1981 · 
1982 · 
1983 · 
1984 · 
1985 · 
1986 · 
1987 · 
1988 · 
1989 · 
1990 · 
1991 · 
1992 · 
1993 · 
1994 · 
1995 · 
1996 · 
1997 · 
1998 · 
1999 · 
2000 · 
2001 · 
2002 · 
2003 · 
2004 · 
2005 · 
2006 · 
2007 · 
2008 · 
2009 · 
2010 · 
2011 · 
2012 · 
2013 · 
2014 ·
2015 ·
2016 ·
2017 ·
2018 ·
2019 ·
2020 ·
2021 ·
2022 ·
2023 ·
2024
Algerije · 
Angola · 
Benin · 
Botswana · 
Burkina Faso ·
Burundi · 
Centraal-Afrikaanse Republiek ·
China · 
Comoren ·
Congo-Brazzaville · 
Congo-Kinshasa · 
DDR · 
Egypte · 
Equatoriaal-Guinea · 
Eritrea · 
Ethiopië ·
Gabon · 
Gambia · 
Ghana · 
Guinee · 
Guinee-Bissau · 
Iran · 
Ivoorkust · 
Japan ·
Kaapverdië · 
Kameroen · 
Kenia · 
Koeweit · 
Kroatië ·
Liberia · 
Libië · 
Litouwen · 
Madagaskar · 
Malawi · 
Marokko ·
Mauritanië ·
Mozambique ·
Namibië ·
Niger ·
Nigeria ·
Noord-Korea ·
Oeganda ·
Oman ·
Qatar ·
Rwanda ·
Saoedi-Arabië ·
Senegal ·
Seychellen ·
Sierra Leone ·
Soedan ·
Swaziland ·
Togo ·
Tsjaad ·
Tunesië ·
Zambia ·
Zimbabwe ·
Zuid-Afrika ·
Zuid-Korea ·
Zuid-Soedan
FSF · 
A-internationals · 
Bondscoaches · Selecties · Senegalees vrouwenelftal · 
Olympisch elftal
1960 – 1969 · 
1970 – 1979 · 
1980 – 1989 · 
1990 – 1999 · 
2000 – 2009 · 
2010 – 2019 · 
2020 – 2029
WK 2002 · 
WK 2018 ·
WK 2022
OS 2012
1959 · 
1960 · 
1961 · 
1962 · 
1963 · 
1964 · 
1965 · 
1966 · 
1967 · 
1968 · 
1969 · 
1970 · 
1971 · 
1972 · 
1973 · 
1974 · 
1975 · 
1976 · 
1977 · 
1978 · 
1979 · 
1980 · 
1981 · 
1982 · 
1983 · 
1984 · 
1985 · 
1986 · 
1987 · 
1988 · 
1989 · 
1990 · 
1991 · 
1992 · 
1993 · 
1994 · 
1995 · 
1996 · 
1997 · 
1998 · 
1999 · 
2000 · 
2001 · 
2002 · 
2003 · 
2004 · 
2005 · 
2006 · 
2007 · 
2008 · 
2009 · 
2010 · 
2011 · 
2012 · 
2013 · 
2014 ·
2015 ·
2016 ·
2017 ·
2018 ·
2019 ·
2020 ·
2021 ·
2022 ·
2023
Algerije ·
Angola ·
Benin ·
Bolivia ·
Bosnië en Herzegovina ·
Botswana ·
Brazilië ·
Burkina Faso ·
Burundi ·
Centraal-Afrikaanse Republiek ·
Chili ·
China ·
Colombia · 
Congo-Brazzaville ·
Congo-Kinshasa ·
Denemarken ·
Ecuador ·
Egypte ·
Engeland ·
Equatoriaal-Guinea ·
Eritrea ·
Ethiopië ·
Frankrijk ·
Gabon ·
Gambia ·
Ghana ·
Griekenland ·
Guinee ·
Guinee-Bissau ·
Indonesië ·
Iran ·
Ivoorkust ·
Japan ·
Kaapverdië ·
Kameroen ·
Kenia ·
Kosovo ·
Kroatië · 
Lesotho ·
Liberia ·
Libië ·
Luxemburg ·
Madagaskar ·
Malawi ·
Maleisië ·
Mali ·
Marokko ·
Mauritanië ·
Mauritius ·
Mexico ·
Mozambique ·
Namibië ·
Nederland ·
Niger ·
Nigeria ·
Noorwegen ·
Oeganda ·
Oezbekistan ·
Oman ·
Polen ·
Qatar ·
Rwanda ·
Saoedi-Arabië ·
Sierra Leone ·
Soedan ·
Swaziland ·
Tanzania ·
Togo ·
Tunesië ·
Turkije ·
Uruguay ·
Verenigde Arabische Emiraten ·
Zambia ·
Zimbabwe ·
Zuid-Afrika ·
Zuid-Korea ·
Zuid-Soedan ·
Zweden
Algerije (2019, 2) ·
Colombia (2018) ·
Denemarken (2002) ·
Engeland (2022) ·
Frankrijk (2002) ·
Japan (2018) ·
Nederland (2022) ·
Polen (2018) ·
Uruguay (2002)